# أحمد مكي (مهندس اتصالات)
أحمد مكي هو مهندس مصري ولد في القاهرة في أكتوبر من العام 1972، قام بتأسيس شركة جسر الخليج الدولية Gulf Bridge International [الإنجليزية] التي أقامت أول كابل نقل معلومات عربي، بدأ العمل فيه في العام 2008 حتي العام 2012، وهو حاصل على جائزة «الرئيس التنفيذي لعام 2014» عن قطاع الاتصالات في منطقة الشرق الأوسط، و مصنف ضمن قائمة «أقوى 100 شخصية» في قطاع الاتصالات العالمي من قبل مجلة جلوبال تيليكوم بيزنس، ويعد خبراء تكنولوجيا الاتصالات البارزين في العالم العربي .

## الدراسة الجامعية
اتم مكي دراسته في كلية الهندسة جامعة القاهرة وحصل فيها على درجة البكالوريوس في هندسة الاتصالات والإلكترونيات عام 1995 ثم حصل على درجة الماجستير في تكنولوجيا الاتصالات عام 1997 من جامعة نوتنجهام ببريطانيا.

## الوظائف الحالية
- رئيس مجلس إدارة شركة جي بي آى مصر .
- رئيس مجلس إدارة شركة جي بي آى الإيطالية .
- المؤسس والرئيس التنفيذى وعضو مجلس الإدارة لشركة جلف بريدج انترناشونال .
- عضو مجلس إدارة هيئة تنمية صناعة تكنولوجيا المعلومات المصرية .
- عضو مجلس أمناء الاتصالات الباسيفيكة ( العضو العربي الوحيد ) .
- أختير مؤخرا من أهم 100 شخصية مؤثرة في صناعة الاتصالات بالعالم ( أول مصري ) .
- محكم تنفيذي في جامعة جورج واشنطن .
- رئيس لجنة الكوابل البحرية لمجلس الاتصالات لجنوب آسيا والشرق الأوسط وشمال أفريقيا .

## وصلات خارجية
- أحمد مكي في برنامج بلاحدود بقناة الجزيرة على يوتيوب
- لاول مرة المصرى احمد مكى ضمن اقوى 100 شخصية عالمية في الاتصالات